# Laosz himnusza

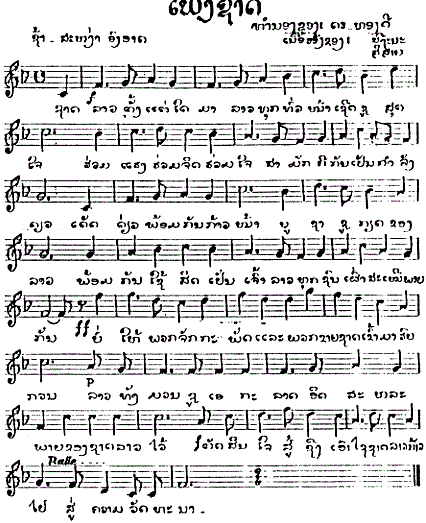

A Pheng Xat Lao Laosz nemzeti himnusza. 1941-ben írta Dr. Thongdy Sounthonevichit és 1947-ben a Laoszi Királyság himnusza lett. 1975-ben az eredeti szöveget lecserélték a ma is használatosra.

## A jelenlegi változat

### Lao nyelven
ຊາດລາວຕັ້ງແຕ່ໃດມາ ລາວທຸກຖ້ວນຫນ້າເຊີດຊູສຸດໃຈ

ຮ່ວມແຮງຮ່ວມຈິດຮ່ວມໃຈ ສາມັກຄີກັນເປັນກຳລັງດຽວ

ເດັດດ່ຽວພ້ອມກັນກ້າວຫນ້າ ບູຊາຊູກຽດຂອງລາວ

ສົ່ງເສີມໃຊ້ສິດເປັນເຈົ້າ ລາວທຸກຊົນເຜົ່າສະເໝີພາບກັນ

ບໍ່ໃຫ້ຝູງຈັກກະພັດ ແລະພວກຂາຍຊາດເຂົ້າມາລົບກວນ

ລາວທັງມວນຊູເອກະລາດ ອິດສະລະພາບຂອງຊາດລາວໄວ້

ຕັດສິນໃຈສູ້ຊິງເອົາໄຊ ພາຊາດກ້າວໄປສູ່ຄວາມວັດທະນາ

### Lao nyelven nyugati átírásban
Xatlao tangtae dayma lao thookthuan na xeutxoo sootchay,

Huamhaeng huamchit huamchay samakkhikan pen kamlang diao.

Detdiao phomkan kaona booxa xukiat khong lao,

Songseum xaysit pen chao laothook xonphao sameu pabkan.

Bo hay Fung chackkaphat lae phuak khayxat khaomalob kuan,

Lao thangmuan xoo ekkalat itsalaphab khong xatlao vai,

Tatsin chay soo xing ao xay Pa Sad kaopay soo khuam vatthana.

### Angol fordítás
For all time the Lao people have glorified their Fatherland,

United in heart, spirit and vigour as one.

Resolutely moving forwards,

Respecting and increasing the dignity of the Lao people

And proclaiming the right to be their own masters.

The Lao people of all origins are equal

And will no longer allow imperialists and traitors to harm them.

The entire people will safeguard the independence

And the freedom of the Lao nation.

They are resolved to struggle for victory

In order to lead the nation to prosperity.

## Az eredeti változat

### Lao nyelven
ຊາດລາວຕັ້ງແຕ່ເດີມມາ ຂື້ນຊື່ລືຊາຢູ່ໃນອາຊີ 

ຊາວລາວຜູກພັນໄມຕຼີ ຮ່ວມສາມັກຄີຮັກຫໍ່ໂຮມກັນ

ຮັກຊາດຮັກປະເທດເຮົາ ຮັກເຈົ້າປົກເກດເກສາ

ໂຮມຮັກຮ່ວມສາສນາ ແຕ່ບູຮານມາຮັກສາດິນແດນ

ບໍ່ໃຫ້ຊາດໃດມາລວນ ຮາວີຮົບກວນຍາດແຍ່ງຊີງເອົາ

ໃຜຂືນເຂົ້າມາລູ່ວຸ່ນວາຍ ສູ້ຈົນຕົວຕາຍຕ້ານທານສັດຕຼູ

ຊ່ວຍເຊີດຊູເລືອດເນື້ອເຊື້ອເຜົ່າ ຟື້ນຟູກູ້ເອົາບັນເທົາທຸກກັນ

### Lao nyelven nyugati átírásban
Xatlao tangtae deumma keunseuleuxa yunay asie

Xaolao poukpan mai tli huam samakkhi hakhoh hoamkhan

Hakxat hakpathet hao hakjao pokket kesa 

Hoamhak huamsasna tae buhanma haksa dindan

Bo hay xatdayma luan havi hobkuan yaatyeang xing ao

Paikuenkhao malou vunvay soujontua thay thantan sattlou 

Xuayxeatxou luadneua xeua pao fuenfu kou ao bantao tukkan.

### Angol fordítás
In the old days, our Lao people were famous all over Asia.

Because the Lao were united in love.

Still today, they love their people and country and rally around their leaders.

They preserve the religion of their fathers,

and protect the soil of their ancestors.

They will never allow another nation to threaten them or to occupy their territory.
 
Every enemy who enters their country will find them ready to fight until death.
 
All together, they can restore the ancient glory of their blood,
 
and they will stand together in the days of danger.